# أليس غير كيلسي
أليس غير كيلسي (بالإنجليزية: Alice Geer Kelsey)‏ هي كاتِبة وكاتبة للأطفال أمريكية، ولدت في 1896 في دانفرز في الولايات المتحدة، وتوفيت في سبتمبر 1982.